# Pergularia daemia
Pergularia daemia är en oleanderväxtart som först beskrevs av Forsskal, och fick sitt nu gällande namn av Emilio Chiovenda. Pergularia daemia ingår i släktet Pergularia och familjen oleanderväxter.

## Underarter
Arten delas in i följande underarter:
- P. d. barbata
- P. d. daemia
- P. d. garipensis